# Eriyadhoo (Kaafu)
Pour les articles homonymes, voir Eriyadhoo.
Eriyadhoo est une petite île inhabitée des Maldives. Elle constitue une des îles-hôtel des Maldives depuis 1982, en accueillant actuellement le Eriyadhoo Resort.

## Géographie
Eriyadhoo est située dans le centre des Maldives, dans le Nord-Ouest de l'atoll Malé Nord, dans la subdivision de Kaafu. Elle se situe à environ 38 km de l'aéroport et de Malé.